# Jacques Louis Vialla
Jacques Louis Vialla (ou Vialla de Sommières), né en 1764 à Sommières (Gard) et mort en 1849 à Belleville, près de Paris, est un colonel français.

## Biographie

### Jeunes années
Jacques Louis Vialla est né le 4 août 1764 de maître Jacques Antoine Vialla, avocat et notaire royal et de Françoise Malinas descendante d’une lignée de maîtres chirurgiens de la ville. Dans le milieu bourgeois de sa famille il reçoit une éducation classique soignée. En 1784, il est licencié en droit en l’université de Montpellier. Outre le latin qu’il traduit couramment, il parle parfaitement l’anglais, ce qui lui permettra, outre une brillante carrière d’officier d’état-major, de publier des écrits de grande qualité, particulièrement sur le Monténégro. 

### Ancien Régime, Révolution
Vialla s’engage à l’âge de vingt-deux ans comme soldat dans le régiment des Gardes françaises, le 24 septembre 1786. Il est nommé fourrier le 11 juillet 1787. Il participe à la prise de la Bastille le 14 juillet 1789. À la suite du licenciement de son régiment, il entre comme capitaine aide-major au 8e bataillon de la 5e division de la Garde nationale soldée de Paris le 1er septembre 1789. Capitaine au 104e Régiment d’infanterie le 3 août 1791, adjudant général provisoire de la force armée de Paris le 10 août 1792, il est commissionné lieutenant colonel et devient commissaire du pouvoir exécutif près des généraux de l’armée du Nord le 5 septembre 1792.
Nommé lieutenant colonel, aide de camp surnuméraire, par le général Dumouriez le 12 septembre 1792, Vialla est blessé d’un coup de feu au mollet gauche à la bataille de Jemmapes le 6 novembre 1792.
							
Commissaire pour l’échange des prisonniers de guerre le 27 avril 1793, il est envoyé en mission à l’armée de Mayence en juillet, puis employé dans le département du Loiret en qualité d’adjudant général ; chef de bataillon le 18 août de la même année, il est employé à la suppression de la légion batave en révolte à Blois le 2 frimaire An II (22 novembre 1793). Il est suspendu le 20 fructidor An II (6 septembre 1794). Sa suspension est levée sans affectation le 19 floréal An III (8 mai 1795). 
Commandant d’armes la place de Condé-sur-l'Escaut, le 8 frimaire An V (28 novembre 1796), Vialla est élu Président de l’Assemblée primaire à Douai ; il dirige seul la « journée de Léau » où « il anéantit sans retour la révolte armée des habitants contre les Français ». Il est député du département du Nord pour l’An VI (1798). 

### Consulat, Empire
Commandant de l’arrondissement militaire de Diest (Brabant belge) le 17 pluviôse An VII (5 février 1799), Vialla est finalement réformé par l’organisation du Ier vendémiaire An IX (23 septembre 1800) et admis au traitement de réforme le 17 janvier 1801.
La carrière politique et militaire de Vialla est loin d’être terminée : nommé maire d’Alsemberg par M. de Pontécoulant. Voici ce qu’écrit de lui Doulcet Pontécoulant préfet, alors qu’il était retiré dans ses propriétés, le 22 nivôse An XI (12 janvier 1803), le voici commandant d’armes de 4e classe à Castel Nuovo en Dalmatie par décret du 29 janvier 1808, puis commandant par intérim à Cattaro en 1810. Pendant ce temps, sa femme vit à Paris, 53 rue du Temple avec ses enfants.
Vialla est alors chargé de mission par le comte Bertrand auprès de Soliman Pacha, pour une opération militaire à concerter pour la défense du golfe de Risano (Cattaro). Gouverneur de la province de Cattaro en avril 1811, il est chargé d’une mission secrète auprès du prince Évêque et du Gouverneur civil du Monténégro, octobre 1811. Il a publié Voyage philosophique et politique au Monténégro, en deux volumes enrichis d’une carte exécutée sur les lieux et ornée de plusieurs dessins représentant les personnages, leurs costumes, diverses fêtes et scènes nationales historiques. 
Chef d’État-Major provisoire de la 2e division de l’armée d’Illyrie à Raguse commandée par le général Pacthod le 10 avril 1812, Vialla défend l’île de Cursola (mer Adriatique). Appelé à servir à l’état major du 4e corps de la Grande Armée en Italie et Saxe (comte Bertrand) le 10 février 1813, il est nommé chef d’État-Major de la 14e division d’Infanterie du 4e corps le 16 avril. Promu adjudant commandant le 19 novembre, à l’âge de 49 ans, il est employé en qualité de sous chef d’État-Major général du 4e corps de la Grande Armée, puis des troupes bloquées dans Mayence en janvier 1814 (comte Morand). Sous chef d’État-Major général du 1er corps d’armée le 27 mars 1815 (comte d’Erlon) puis de l’armée de la Loire, il est licencié à Bourges et mis en non activité en juin, classé dans la 12e catégorie.

### Restauration
Mis en demi-solde par les Bourbons, Vialla prend définitivement sa retraite après Waterloo, le 1er septembre 1815. Le voilà retraité, percevant une pension de 1 740 F, par ordonnance du 18 septembre 1822 avec jouissance du 19 août. Il a encore sept enfants à charge.
Il a effectué les campagnes de 1792 et en partie de celle de 1793 à l’Armée du Nord, Jemmapes, Valmy ; celles de Dalmatie de 1808 à 1812, celles de 1813 et 1814 à la Grande Armée, une partie de 1815 au 1er corps d’armée. 

Par ordre du roi Louis XVIII, le 24 août 1814, il reçoit la Légion d’honneur. Toutefois, en raison de la situation politique, les Cent-Jours, il ne signe la Formule de Serment que le 1er décembre 1816.
« Je jure d’être fidèle au Roi, à l’honneur et à la Patrie ; de révéler à l’instant tout ce qui pourrait venir à ma connaissance, et qui serait contraire au service de SA MAJESTÉ, et au bien de l’État ; de ne prendre aucun service et de ne recevoir aucune pension ni traitement d’un Prince étranger, sans le consentement exprès de SA MAJESTÉ ; d’observer les lois, ordonnances et règlements, et généralement faire tout ce qui est du devoir d’un brave et loyal Chevalier de la Légion d’Honneur. Signé : Vialla Colonel d’État Major. » Le Brevet n’est définitivement paraphé que le 10 mai 1817. Il avait été fait Chevalier de l’ordre de Saint-Louis le 7 mars 1815.
Jacques Louis se retire à Paris, au Faubourg Saint-Antoine, 139 rue de Charonne où il écrit des études littéraires et historiques qu’il publie sous le nom de Colonel Vialla de Sommières.

Le 29 juillet 1830 au matin, lors des Trois Glorieuses qui mettent fin au règne de Charles X, il entre à l’hôtel de ville en même temps que La Fayette, le général Gérard, Dubourg Zimmer. « Il s’emploie de suite à tous les services d’urgence, après avoir conduit et rangé en ordre sur la place, 45 citoyens armés de Belleville où dès le 27 il avait donné l’éveil à toute la population ». 

Le 30 au matin, il renforce le poste de la prison de la Force dont les détenus sont en révolte et menacent d’évasion (piquet de 50 hommes). Le 31, il est nommé commandant du poste de Belleville (ordre signé Zimmer) ; enfin le 19 août, colonel de la Garde Nationale de Belleville à l’unanimité de tous les officiers. 

### Louis-Philippe
Vialla tente un retour dans l’armée auprès de Louis Philippe avec qui il a combattu à Valmy.
 « Sire, j’ai offert mon épée à votre Majesté ; le désir de la servir est le fruit d’une longue appréciation. Je vous ai vu dans les plaines belgiques. J’ai appris de votre majesté des vertus qui m’honorent et je serai heureux, si, dans les circonstances actuelles, votre majesté daigne acquérir la preuve d’un entier dévouement. Mes vœux seraient comblés si je pouvais acquitter la dette de la reconnaissance pour tous les bienfaits que j’ai reçus de votre Majesté. Je suis, avec respect, fier de Votre majesté. Le très humble et fidèle sujet. Le colonel Vialla de Sommières. 
« Belleville, le 4 décembre 1831, no 17 rue de la Villette.» 

Il vise le commandement d’une place militaire qu’il n’obtiendra jamais, de même qu’il n’aura jamais le grade de général ; il n’était pas le bien venu chez les Bourbons qui le suspectaient d’avoir eu des arrière pensées républicaines lors des journées de juillet 1830. 

Marié, il a été père de neuf enfants, ce qui lui posera souvent des problèmes financiers surtout à la fin de l’Empire. « Le renversement de ma fortune militaire à la journée de Waterloo a rendu très malheureuse ma nombreuse famille digne d’un autre sort par son éducation, ses talents, a représentation, les principes qu’elle professe et la considération dont elle jouit » écrit-il en 1830. Malheureusement deux de ses fils seront tués au combat : l’un capitaine à l’ex-53e régiment d’infanterie de ligne, le second, lieutenant au 2e régiment croate.

### Mort
Vialla, qui n’est jamais revenu dans sa ville natale, décède dans son lit à Belleville le 29 juillet 1849, à l’âge de quatre-vingt-quatre ans, après avoir passé vingt-neuf ans de sa vie sous l’uniforme, servant le Roi, la Révolution, la République, l’Empire, le Roi, l’Empire. Une vie passionnante et bien remplie, fidèle à ses idées. 

Son dossier militaire comporte une pièce amusante, qui prouve son attachement à sa famille et à sa ville natale, en l’occurrence une lettre du Conseiller d’État à son Excellence Monsieur le maréchal duc de Tarente, grand chancelier de la Légion d’Honneur à Paris. 

« …J’ai l’honneur d’informer votre excellence que c’est bien M. Vialla Jacques Louis, né à Sommières (Gard), le 4 août 1764, aujourd'hui colonel d’État Major en retraite, dont la pension a été fixée à 1 740 francs par ordonnance royale le 18 septembre 1822, qui était connu au service sous les prénoms de Jacques, Louis, Claude (il avait ajouté à ses prénoms celui de son parrain) et que c’est bien lui qui a été nommé Chevalier de la Légion d’Honneur le 24 août, non pas 1824, mais 1814, étant alors adjudant commandant. » 

Nous ne connaissons pas de portrait peint du colonel Vialla, mais le livre sur l’Angleterre est illustré d’un buste de profil.

## Œuvres

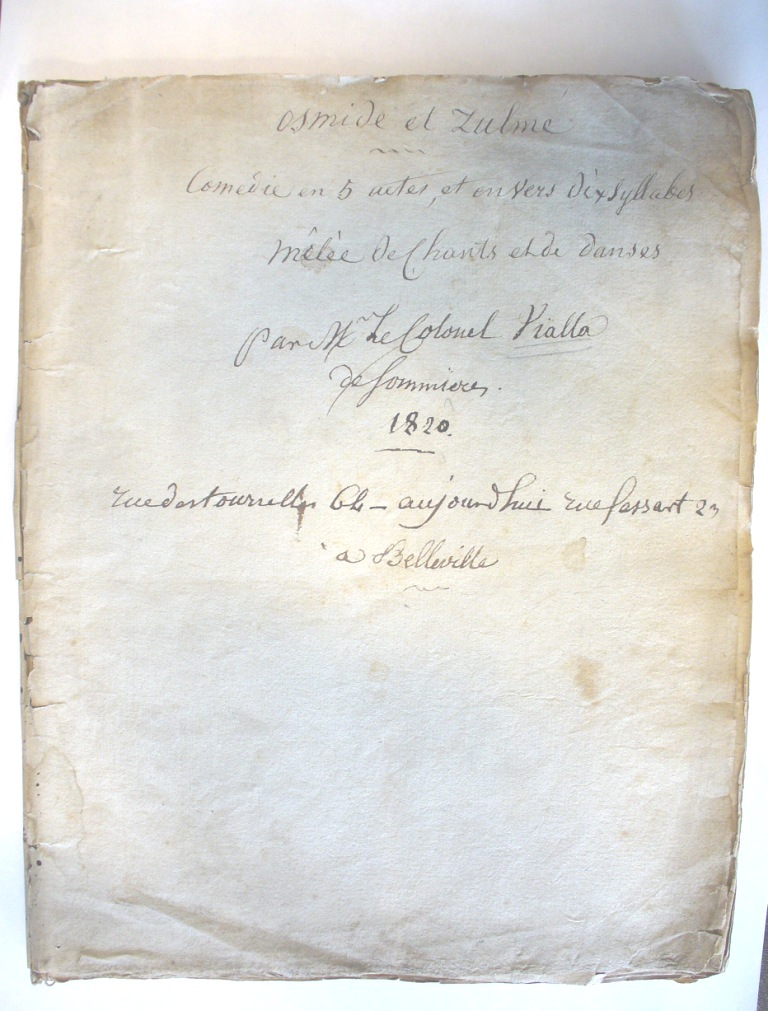
Manuscrit conservé aux archives de Pantin

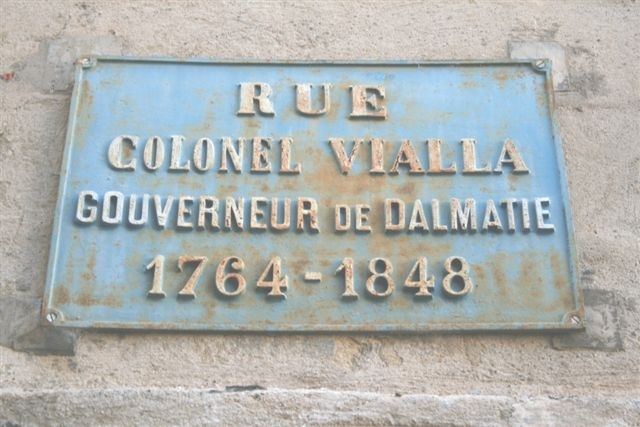
Rue à Sommières

- Compliment à M. Necker, fait et prononcé par un Garde-française, au nom des Compagnie (sic) de Versailles. Par M. Vialla bachelier en droit et Garde-française de la Compagnie de M. le comte de Roussy. À Paris, de l’imprimerie de Seguy-Thibout, Place Cambray, 1789.
- La Nation aux Gardes-françaises, à Paris, chez Nyon le jeune, rue Mignon, 1789.
- Réponse d’un soldat patriote à un aristocrate. Dédié à la Nation confédérée le 14 juillet 1790. Par M. Vialla, major du bataillon de Popincout (sic), ci-devant Garde-française. Calixte Volland, quai des Augustins, no 25.
- Voyage historique et politique au Monténégro, Paris : A. Eymery, 1820, vol. I & vol. II).
- Révélations, l’Angleterre dévoilée ou Documents Historiques pour servir à donner à la France l’Éveil sur l’Avenir de nos Possessions en Afrique, Paris Belleville 1846.

Les archives de Pantin possèdent le manuscrit d’une pièce de théâtre en vers dix syllabes, « Armide et Zulme » mêlée de chants et de danses (Ouzbékistan), écrite par « le colonel Vialla de Sommières, habitant Belleville. » Elle date de 1820. A-t-elle été publiée ou jouée ? 

Le général Bruyère, son cadet de huit ans, originaire de la même ville, était un cavalier et un sabreur ; le colonel Vialla un officier d’État Major et un érudit ; tous deux ont été de grands soldats : ils ont leur rue à Sommières.

## Distinctions
- Chevalier de la Légion d'honneur
- Croix de Saint-Louis

## Hommage
- Une rue de Sommières porte son nom